# ING Bank Śląski
Az 'ING Bank Śląski', rövidítve ING BSK (magyarul ING Sziléziai Bank) egy katowicei székhelyű lengyel bank. Többségi tulajdonosa az ING Group.

## Történet
A bankot Bank Śląski néven 1988-ban hozták létre a Lengyel Nemzeti Banktól való leválasztás eredményeként. 1991-ben alakították állami bankból részvénytársasággá, majd 1994-ben debütált a Varsói Értéktőzsdén. 1996 óta a bank többségi részvényese a holland ING csoport. 2001-ben a Bank Śląski egyesült az ING Bank N. V. varsói kirendeltségével. Azóta a bank ING Bank Śląski néven működik.

## Tevékenység
Az ING Bank Śląski a magánbankszámlák kezelése mellett letét- és hitelügylet-kezelő, valamint bankkártyákat kínáló bank, a nemzetközi adathálózat része, egyben tagja a legnagyobb országos bankrendszernek. Az ING BSK országos szinten 337 bankfiókkal és 63 ún. ING Express bankfiókkal rendelkezik, valamint 547 ATM-et üzemeltet.

## Részvényesek
- ING Bank N.V. - 75%
- Aviva Otwarty Fundusz Emerytalny Aviva BZ WBK - 6,05%
- Részvénybefektetők - 18,95%[2]

## ING Group
- ING ABL Polska SA
- ING Commercial Finance Polska SA
- ING Lease (Polska) Sp. z o.o.
- ING Usługi dla Biznesu SA
- Nowe Usługi SA
- Solver Sp. z o.o.

## Fordítás
- Ez a szócikk részben vagy egészben  az   ING Bank Śląski című angol Wikipédia-szócikk ezen változatának fordításán alapul.  Az eredeti cikk szerkesztőit annak laptörténete sorolja fel. Ez a jelzés csupán a megfogalmazás eredetét és a szerzői jogokat jelzi, nem szolgál a cikkben szereplő információk forrásmegjelöléseként.